# Релізан
Релізан (араб. غليزان, фр. Relizane) — місто на півночі Алжиру. Адміністративний центр однойменного вілаєту.

## Уродженці
- Алі Буменджель (1919—1957) — алжирський революціонер та адвокат.